# STRAWBERRY & LION
『STRAWBERRY & LION』（ストロベリー アンド ライオン）は、日本のバンドSOPHIAの16枚目のシングルである。2001年9月5日発売。発売元はトイズファクトリー。

## 概要
- 2001年第3弾シングル。
- 前作『KURU KURU』のケースはスリムケースだったが、本作では薄型ケースになっている。
- 初回生産分のみトレーディングカード封入。
- PVに安達祐実が出演、発売当時は放送自粛になった。
- ジャケットは、男女の上下半身をバックに白抜きで『SOPHIA STRAWBERRY & LION TFCC-89005』と描かれている。

## 収録曲
1. STRAWBERRY & LION (4:33)
作詞・作曲：松岡充、編曲：SOPHIA
2. UNDER THE SKY (4:27)
作詞：松岡充、作曲：都啓一、編曲：SOPHIA
3. STRAWBERRY & LION (inst.) (4:33)

## 楽曲の収録アルバム
- ベスト『THE SHORT HAND〜SINGLES COLLECTION〜』（2001年）
- オリジナル『夢』（2003年）